# Hrabstwo Hendry
Hendry – hrabstwo w stanie Floryda, w USA. Jego siedzibą administracyjną jest LaBelle, a największym miastem Clewiston.
Hrabstwo ma całkowitą powierzchnię 3092 km², w tym 96 km² (3,1%) stanowi woda. Swoim zasięgiem obejmuje fragment Jeziora Okeechobee. 

## Miejscowości
- LaBelle
- Clewiston

## CDP
- Harlem
- Fort Denaud
- Montura
- Port LaBelle
- Pioneer

## Sąsiednie hrabstwa
- Glades - północ
- Martin - północny wschód
- Okeechobee - północny wschód
- Palm Beach - wschód
- Borward - południowy wschód
- Collier - południe
- Lee - zachód
- Charlotte - zachód

## Demografia
Według spisu z 2020 roku liczy 39,6 tys. mieszkańców, co oznacza wzrost o 1,2% w porównaniu z poprzednim spisem z roku 2010. Według danych pięcioletnich z 2022 roku, 58,4% to Latynosi, 28,7% biali nielatynoscy, 11,7% czarnoskórzy lub Afroamerykanie, 2% miało rasę mieszaną, 1,9% rdzenna ludność Ameryki, 1,1% Azjaci i 0,2% pochodziło z wysp Pacyfiku. 
Do największych grup należały osoby pochodzenia meksykańskiego (30,5%), „amerykańskiego” (12,6%), kubańskiego (11,2%), afroamerykańskiego, angielskiego (5,2%), niemieckiego (4,9%), portorykańskiego (4,5%) i irlandzkiego (3,7%).

## Religia
W 2020 roku, 17,3% mieszkańców deklaruje członkostwo w Kościele katolickim. Grupy protestanckie obejmowały głównie: bezdenominacyjne zbory ewangelikalne (8,4%), baptystyczne (15 zborów), zielonoświątkowe (14 zborów) i wiele innych. Odsetek świadków Jehowy (3,55%) jest najwyższy na Florydzie i 17. najwyższy w USA. 

## Polityka
Hrabstwo jest przeważająco republikańskie, gdzie w wyborach prezydenckich w 2020 roku, 61,1% głosów otrzymał Donald Trump i 38,1% przypadło dla Joe Bidena. 

## Galeria

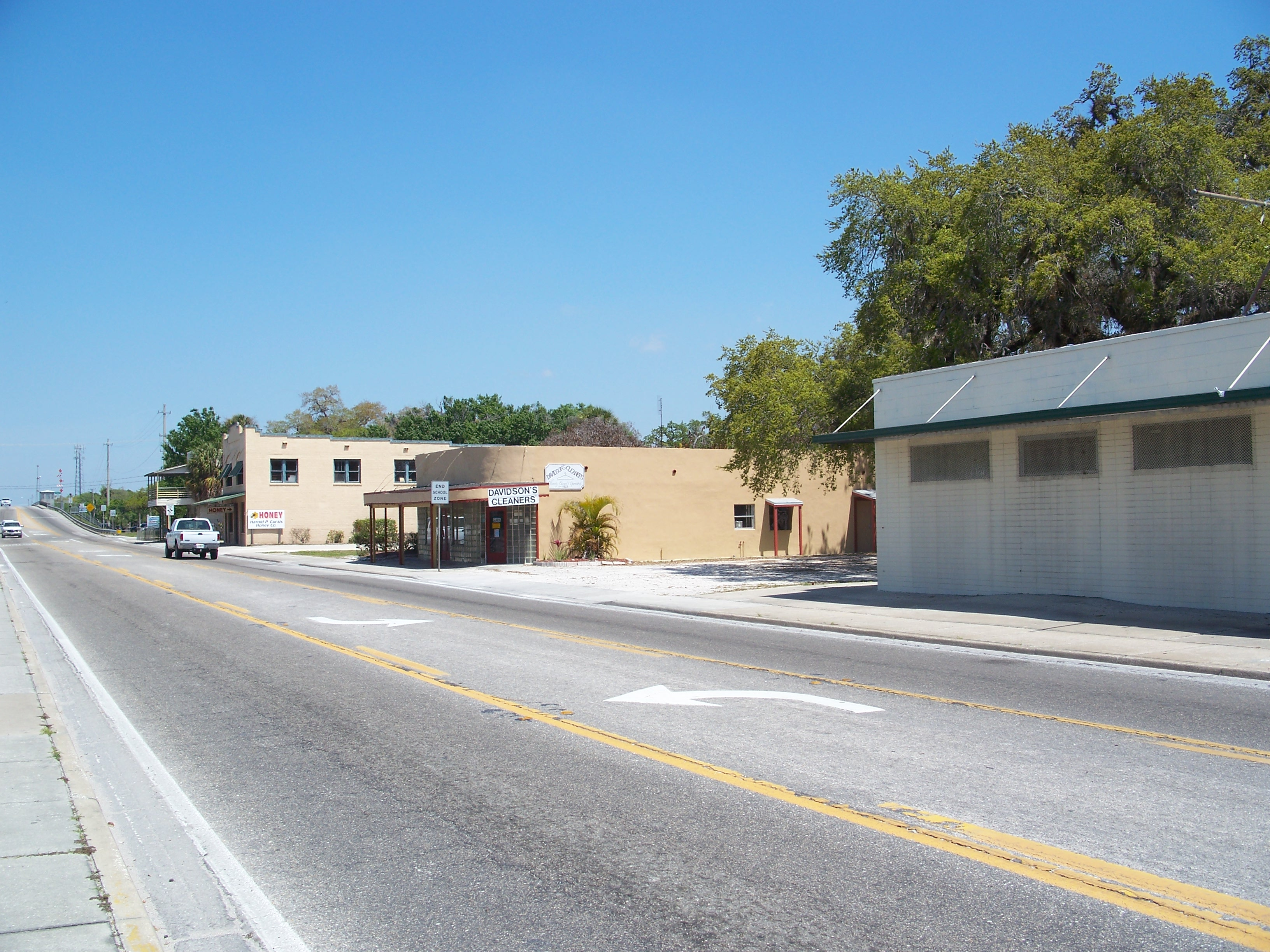
LaBelle
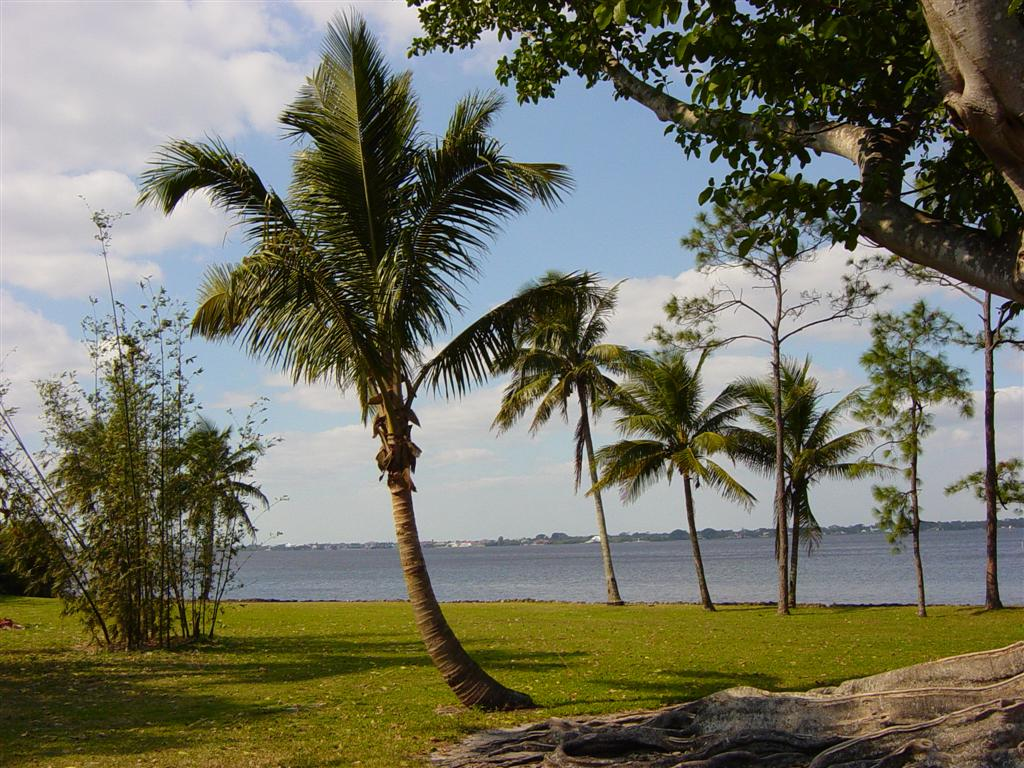
Rzeka Caloosahatchee
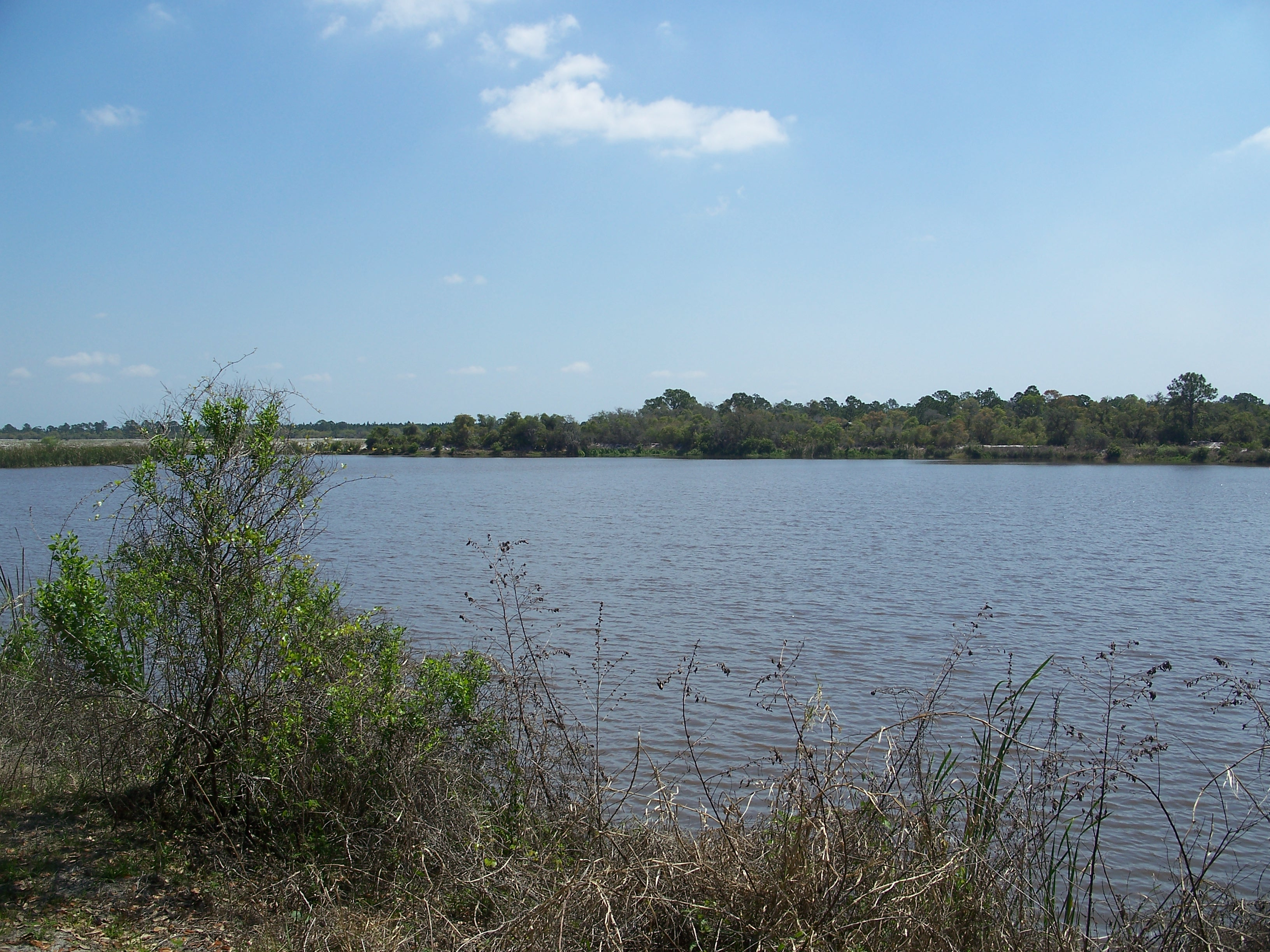
Jezioro Wobegon
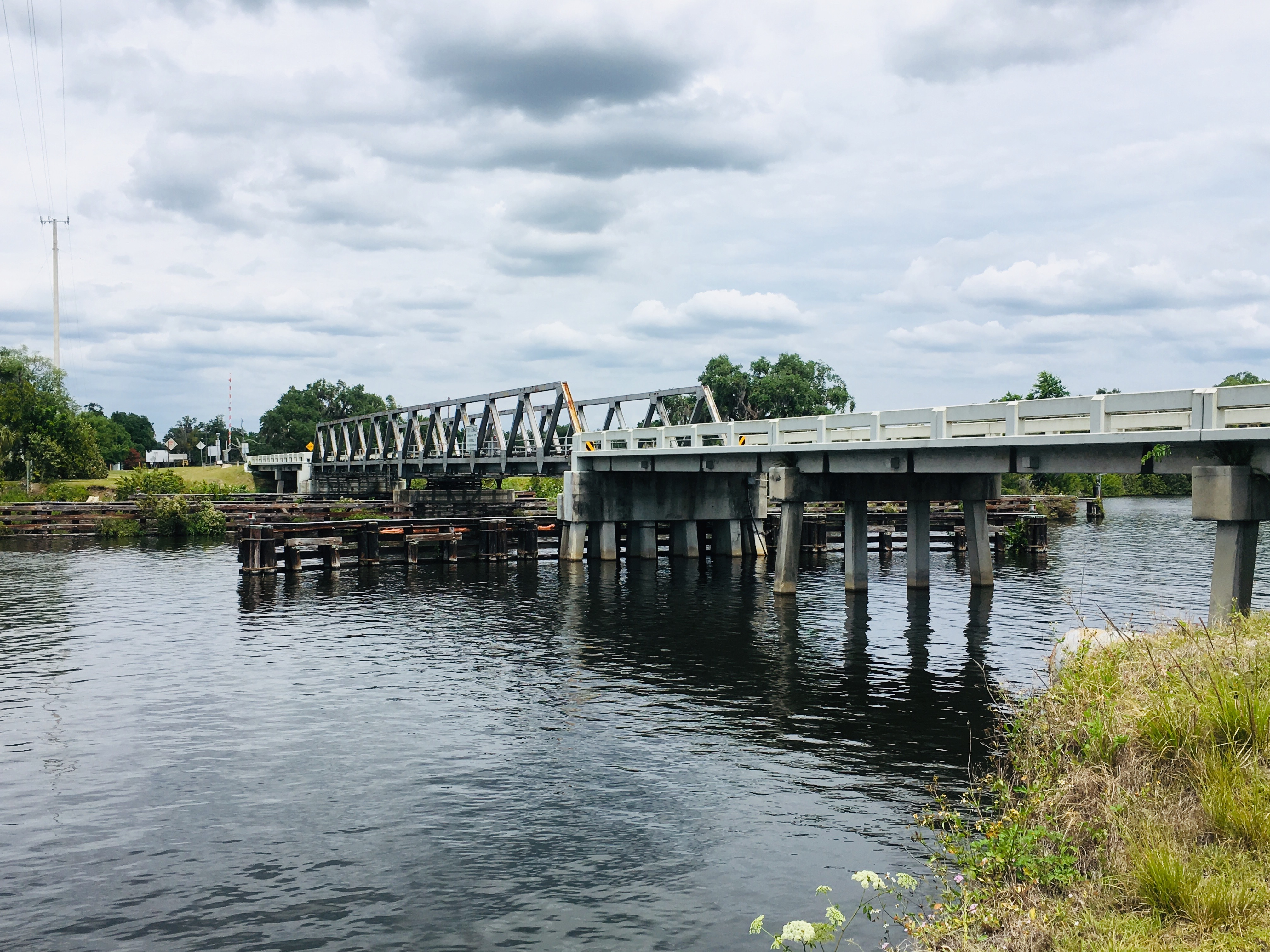
Zabytkowy most w Fort Denaud
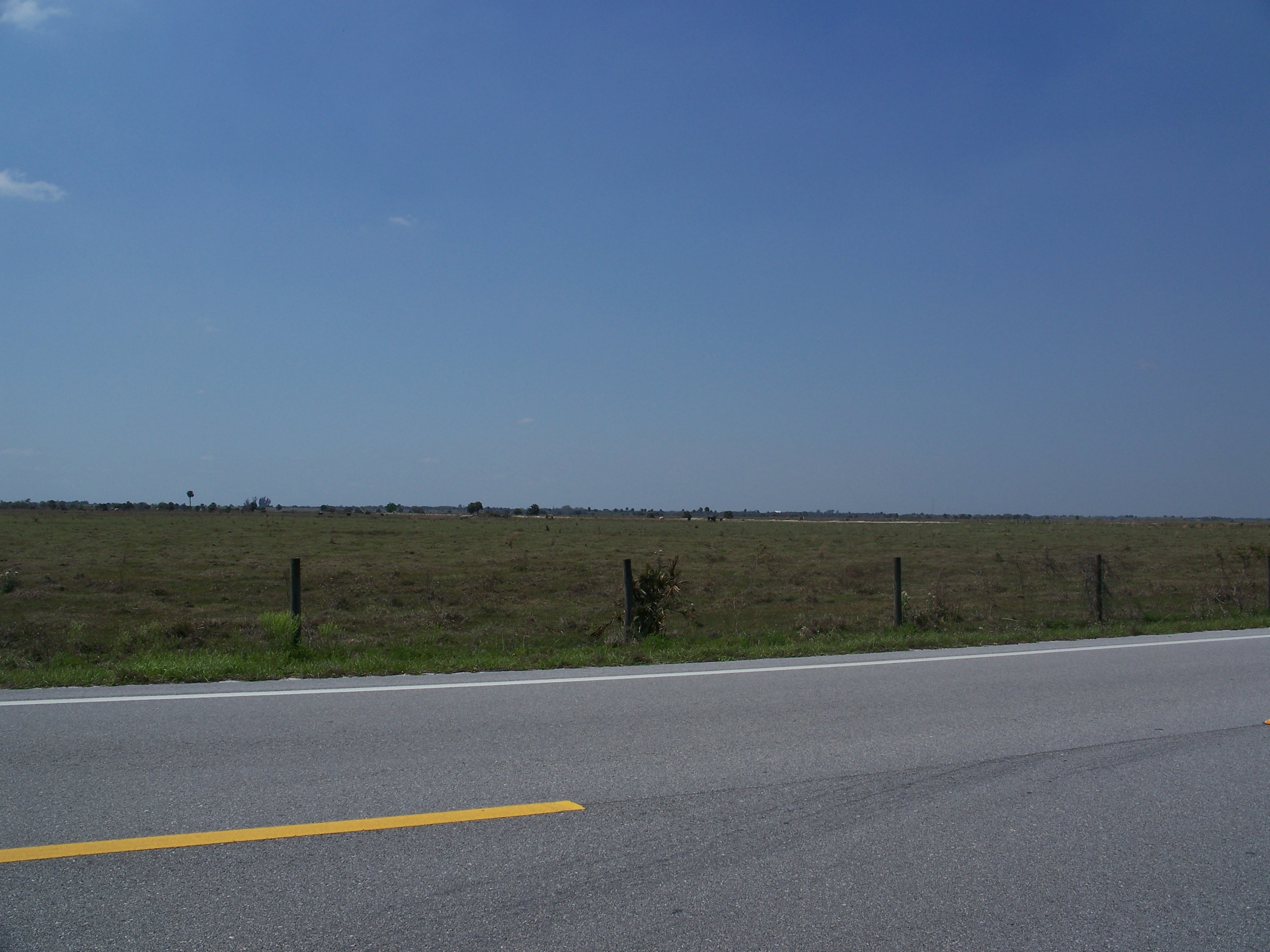